# أبو طيلون دارويني
أبو طيلون الدارويني (باللاتينية: Abutilon darwinii) نوع نباتي ينتمي إلى جنس أبو طيلون من الفصيلة الخبازية.

## الموئل والانتشار
موطن أبو طيلون الدارويني هو المناطق الاستوائية في البرازيل.